# Valeri Pustovóitenko
Valerii o Valeri Pustovóitenko (Валерій Павлович Пустовойтенко, Valerii Pàvlovytx Pustovóitenko) fou confirmat com a primer ministre d'Ucraïna el 16 de juliol de 1997. Va dimitir el 30 de novembre de 1999, en connexió amb la reelecció de Leonid Kutxma per a una nou període. Actualment és cap del Partit Democràtic Popular d'Ucraïna.